# Bota de Oro 2006-07

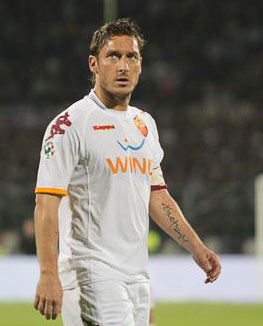
Francesco Totti ganador en 2006-07.

La Bota de Oro 2006-07 fue un premio entregado por la European Sports Magazines al futbolista que logró la mejor puntuación luego de promediar los goles obtenidos en la temporada europea.
El ganador de este premio fue el jugador italiano Francesco Totti por haber conseguido 26 goles en la Serie A. Totti ha jugado toda su carrera deportiva en el club romano.

## Resultados
| Posición | Futbolista          | Club              | Campeonato | Goles | Puntaje |
| -------- | ------------------- | ----------------- | ---------- | ----- | ------- |
| 1        | Francesco Totti     | AS Roma           | Serie A    | 26    | 52      |
| 2        | Afonso Alves        | SC Heerenveen     | Eredivisie | 34    | 51      |
| 3        | Ruud van Nistelrooy | Real Madrid C. F. | La Liga    | 25    | 50      |
| 4        | Diego Milito        | Real Zaragoza     | La Liga    | 23    | 46      |
| 5        | Frédéric Kanouté    | Sevilla F. C.     | La Liga    | 21    | 42      |
| 5        | Ronaldinho          | F.C. Barcelona    | La Liga    | 21    | 42      |